# CROQUEMADAME & HOTCAKES
『CROQUEMADAME & HOTCAKES』（クロックマダム・アンド・ホットケイクス）は、日本の歌手である沢田研二の41作目となるオリジナル・アルバム。
2004年2月25日にリリース。発売元は沢田の自主レーベルであるJULIE LABEL。
シングル「オーガニック オーガスム（c/w届かない花々）」と同時発売。

## 解説
初回パッケージデザインはシングルはホットケーキ、アルバムはクロックマダム（外箱のデザインが類似している）。
「届かない花々」は介護付有料老人施設サニーライフのCMソングに使用され、テレビ、ラジオでオンエアーされた。

## 収録曲
- 全編曲：白井良明

1. オーガニック オーガスム
  - 作詞:覚和歌子／作曲:白井良明
2. whisper
  - 作詞:覚和歌子／作曲:八島順一
3. カリスマ
  - 作詞:覚和歌子／作曲:土屋昌巳
4. 届かない花々
  - 作詞:沢田研二／作曲:上久保純
  - 「オーガニック オーガスム」のカップリング曲。
5. しあわせの悲しみ
  - 作詞・作曲:沢田研二
6. G
  - 作詞:覚和歌子／作曲:浜圭介
7. 夢の日常
  - 作詞:沢田研二／作曲:吉田光
8. 感情ドライブ
  - 作詞:GRACE／作曲:白井良明
9. 彼方の空へ
  - 作詞:GRACE／作曲:沢田研二
10. PinpointでLove
  - 作詞:沢田研二／作曲:土屋昌巳